# Paradise Lost (Symphony X)
Paradise Lost is het zevende album van de progmetalband Symphony X. De verschijningsdatum was al een paar keer verzet na de originele bekendmaking van de start van de opnamen van het album op 16 november 2005. Er werd aangekondigd dat het album in het najaar van 2006 in de schappen zou liggen, maar het werd uiteindelijk juni 2007.
In een interview met een fanclub, afgenomen enige tijd voor het album uitkwam, zei leadgitarist Michael Romeo dat het album een lichtelijk duisterder thema zou hebben, maar dat de algemene lijn van het album nog grotendeels hetzelfde zou zijn. Ook zei hij dat de klassieke invloeden in de muziek een stadium hadden bereikt waarin de muziek enigszins moest evolueren. De muziek bleef echter veel klassieke invloeden bevatten, alleen niet zo herkenbaar als in "Out of the Ashes", een nummer van het album The Divine Wings of Tragedy uit 1997. Verder vertelde Romeo dat er enkele nummers naar thema's van de werken van H.P. Lovecraft op het album konden komen, en dat er een zeer lang nummer zou kunnen zijn, met de titel "Paradise Lost". In augustus 2006 lekte er cover art van het album uit op het internet, waarop de titel "Paradise Lost" te zien was, wat aangaf dat het bovengenoemde eventuele nummer dezelfde titel zou hebben als het album. Symphony X had al eerder nummers naar deze trend gemaakt, namelijk "The Divine Wings of Tragedy" (The Divine Wings of Tragedy, 1997) en "The Odyssey" (The Odyssey, 2002).
Het is een conceptalbum dat losjes geïnspireerd is op het epische gedicht Paradise Lost van John Milton uit 1667.

## Bandleden
- Russell Allen - zang
- Michael Romeo - akoestische- en elektrische gitaar, orkestrale keyboards en programmering
- Michael Pinnella - piano en keyboards
- Michael Lepond - basgitaar
- Jason Rullo - drums

## Composities
| 1.                 | Oculus ex Inferni                      | 2:34 |
| 2.                 | Set the World on Fire                  | 5:55 |
| 3.                 | Domination                             | 6:29 |
| 4.                 | The Serpent's Kiss                     | 5:03 |
| 5.                 | Paradise Lost                          | 6:32 |
| 6.                 | Eve of Seduction                       | 5:04 |
| 7.                 | The Walls of Babylon                   | 8:16 |
| 8.                 | Seven                                  | 7:01 |
| 9.                 | The Sacrifice                          | 4:49 |
| 10.                | Revelation (Divus Pennae ex Tragoedia) | 9:17 |
| Totale duur: 61:06 |                                        |      |